# Rapport César
Le rapport de 2014 sur les détenus syriens, également connu sous le nom de Rapport César et intitulé officiellement Rapport sur la crédibilité d'éléments de preuve concernant la torture et l'exécution de personnes incarcérées par le régime syrien de Bachar al-Assad est un rapport qui a pour objectif de donner des détails sur la mort d'au moins 6 679 personnes, en majorité des détenus par le gouvernement syrien pendant la guerre civile syrienne sur une période de deux ans et demi, de mars 2011 à août 2013, et dont les photographies ont été exfiltrées par un ancien photographe légiste de la police militaire, surnommé César.  
Le rapport a été rendu public le 21 janvier 2014, veille du début des pourparlers lors de la Conférence de Genève II sur la Syrie,. 
Le rapport a été financé par le gouvernement du Qatar. Le régime syrien a remis en question le rapport et la véracité des clichés, sans apporter d'éléments.  
Human Rights Watch (HRW), après une enquête indépendante de 6 mois, conclut que les preuves photographiques du rapport sont authentiques. Le rapport de HRW qui s'en suivi sur la base du rapport César est intitulé, Si les morts pouvaient parler,. Ce rapport publié le 16 décembre 2015 indique que les responsables syriens devraient être jugés pour crimes contre l'humanité. 
Des sanctions américaines contre les responsables du régime syrien, en vertu de la loi Global Magnitsky sont surnommées « loi César ». En partie en conséquence de ce rapport sur les détenus syriens, le projet de loi sur les "Caesar Syria Civilian Protection Act" (loi César de protection des civils syriens) est ajouté par la Chambre des représentants des États-Unis par le biais d'un rapport du comité sur le projet de loi du Sénat américain National Defence Authorization Act for Fiscal 2020,,. 

## Source des photographies
La source, qui pour des raisons de sécurité n'est identifiée que par le nom de code César, était un photographe de la police militaire syrienne. Son travail consistait à photographier des accidents impliquant des miliaires syriens, et à partir de mars 2011, à « prendre des photos de détenus tués » dans deux hôpitaux militaires de Damas . Il a alors copié secrètement les photographies de son service et les transmettait, via un ami, à un groupe d'opposition syrien, le Mouvement national syrien, qui travaillait avec des groupes de défense des droits humains. César a déclaré aux enquêteurs sur les crimes de guerre qu'il était auparavant un enquêteur judiciaire. Mais une fois le soulèvement syrien commencé, son travail a consisté essentiellement à documenter les cadavres des personnes tuées dans les prisons militaires syriennes. Il a affirmé ne pas avoir été témoin d'exécutions ou de torture. Mais il décrit en détail un système très bureaucratique. Les corps photographiés sont ensuite emportés et seraient enterrés dans des zones rurales. César a commencé à faire des copies de ses preuves photographiques en septembre 2011 et à les transmettre à un parent qui avait fui la Syrie. Après avoir partagé des milliers d'images, il a craint pour sa sécurité et a été sorti clandestinement du pays en août 2013. 
Les auteurs du rapport qui l'ont interrogé l'ont trouvé crédible et véridique et son récit « le plus convaincant » après l'avoir soumis à un « examen rigoureux ».

## Auteurs
Les auteurs du rapport sont :  
- Sir Desmond Lorenz de Silva, ancien procureur en chef du tribunal spécial pour la Sierra Leone.
- Sir Geoffrey Nice, ancien procureur principal de l'ancien président yougoslave Slobodan Milosevic .
- Le professeur David Crane, qui a inculpé le président libérien Charles Taylor devant le tribunal de la Sierra Leone.

Ont également participé aux rapports trois experts en médecine légale expérimentés, y compris un médecin légiste étudiant les preuves, un anthropologue qui a enquêté sur des charniers au Kosovo et un expert en images numériques qui a examiné et authentifié des échantillons de 45 000 images numériques, d'environ 11 000 victimes. 

## Contenu
Le rapport de 31 pages, commandé par une grande firme d'avocats londoniens, a examiné des milliers de photographies et de dossiers du régime syrien enregistrant des morts sous la garde des services de sécurité gouvernementaux. La majorité des victimes étaient de jeunes hommes et de nombreux corps sont émaciés, maculés de sang et portent des marques de liens et de torture. Certains ont les yeux crevés ou sont énucléés, certains présentent des marques de strangulation et d'électrocution.  
Le rapport indique : « La raison pour photographier des personnes exécutées était double. Premièrement, autoriser la production d'un certificat de décès sans que les familles aient besoin de voir le corps, évitant ainsi aux autorités de rendre un compte fidèle des décès ; deuxièmement, confirmer que les ordres d'exécution ont été appliqués. ». Les informations données aux familles concernant la cause du décès est soit une « crise cardiaque », soit des « problèmes respiratoires ». « La procédure de documentation était que lorsqu'un détenu était tué, chaque corps recevait un numéro de référence qui se rapportait à la branche des services de sécurité responsable de sa détention et de sa mort. Lorsque le cadavre a été transporté à l'hôpital militaire, on lui attribuait un autre numéro afin de documenter, faussement, que la mort avait eu lieu à l'hôpital. Une fois les corps photographiés, ils étaient emmenés pour être enterrés dans une zone rurale. ». 
Les photographies ont essentiellement été prises dans les locaux de l'hôpital militaire 601 dans le quartier Mezzeh de Damas et l'hôpital militaire de Tichrine.  

## Implications
Le rapport est mis à la disposition des Nations Unies, des gouvernements et des associations de défense des droits humains. Les experts affirment que les preuves sont plus détaillées et à une échelle beaucoup plus large que tout ce qui a encore émergé du conflit syrien. À la suite du rapport, il est suggéré que les responsables du régime syrien pourraient faire face à des accusations de crimes de guerre à la lumière des preuves présentées.  
L'équipe d'enquête déclare qu'elle est convaincue qu'il existe « des preuves claires, susceptibles d'être utilisées devant un tribunal, de torture systématique et de meurtre de personnes détenues par les agents du gouvernement syrien. Il appuierait les conclusions de crimes contre l'humanité et pourrait également soutenir les conclusions de crimes de guerre contre le régime syrien actuel. ». 
De Silva déclare au Guardian que les preuves « documentent des tueries à l'échelle industrielle » et ajoute : « il s'agit d' éléments de preuve incriminantes incontestables tels que nous n'en avions pas auparavant. Cela constitue en effet un élément très solide. ». 
Crane déclare : « Nous avons maintenant des preuves directes de ce qui arrive aux personnes disparues. Il s'agit de la première preuve directe et vérifiée de ce qui est arrivé à au moins 11 000 êtres humains qui ont été torturés, exécutés et apparemment éliminés. Ceci est incroyable. C'est le type de preuves qu'un procureur recherche et espère. Nous avons des photos, avec des numéros qui correspondent à des papiers avec des numéros identiques - des documents officiels du gouvernement. Nous avons la personne qui a pris ces photos. Ce sont des éléments de preuve hors de tout doute raisonnable. ». 
Des représentants du département d'État américain, du ministre britannique des affaires étrangères, d'Amnesty International, de Human Rights Watch et d'autres organismes ont déclaré que les photographies sont des témoignages irréfutables de violations généralisées des droits humains qui pourraient constituer des crimes de guerre.
En raison du rapport et d'autres constatations, le chef de la commission d'enquête des Nations Unies sur la Syrie, Paulo Sérgio Pinheiro, a déclaré : « L'ampleur massive des décès de détenus suggère que le gouvernement syrien est responsable d'actes qui équivalent à l'extermination en tant que crime contre l'humanité ». 

## Rapports complémentaires
Selon le rapport d'Amnesty International « Tens of thousands », publié en novembre 2015, le gouvernement syrien avait alors fait disparaître de force plus de 65 000 personnes (dont on reste sans nouvelles) depuis le début de la guerre civile syrienne. Selon un rapport de mai 2016 de l'Observatoire syrien des droits de l'homme, au moins 60 000 personnes ont été tuées par la torture ou sont décédées de conditions humanitaires désastreuses dans les prisons du gouvernement syrien depuis mars 2011. Un autre rapport d'Amnesty International fait état de l’exécution extra-judiciaire d'au moins 13 000 détenus dans la prison militaire de Saidnaya, qualifiée par l'ONG d'« abattoir humain ». 

### Si les morts pouvaient parler
Le rapport de HRW « Si les morts pouvaient parler » corrobore les images et les conclusions du rapport César et complète le rapport avec des témoignages de Syriens et familles syriennes ayant identifié des proches, disparus ou détenus, morts sous la torture, parmi les photographies publiées,,,. 
Human Rights Watch avait publié un rapport sur la torture au sujet du régime d'Assad des années auparavant, intitulé « Archipel de la torture », faisant état de prisons des services secrets et des méthodes de torture employées.  

## Exposition César
The Caesar Exhibit est une exposition médiatisée montrant quelques-unes des preuves photographiques de torture et de mort commis par le régime Assad dans les prisons syriennes.  
Cette exposition est parrainée par l'organisation à but non lucratif Syrian Emergency Task Force. L'exposition est présentée au United States Holocaust Memorial Museum, au Parlement européen, au Parlement britannique, à Harvard, Princeton, Yale et à l'ONU. 

## Utilisation dans des procès
Sur la base principalement des données du rapport César et de nombreux témoignages, le procès de Coblence commence le 23 avril 2020 dans la ville de Coblence, en Allemagne et doit durer plusieurs mois. Le procès juge deux accusés, d'anciens militaires de la sécurité, un colonel Anwar Raslan et son aide, Eyad Al Gharib, tous deux travaillant dans la branche 251 des services secrets syriens à Damas. Comme indiqué par l'accusation, il y avait une prison à la branche 251 où 4 000 prisonniers ont été torturés d'avril 2011 à septembre 2012 sous la direction d'Anwar Raslan. Les preuves récoltées par César sont présentées lors du procès,. 
Un autre procès qui s’est tenu en Allemagne, à Francfort, a également utilisé ces photos.
Le procès des responsables du renseignement Ali Mamlouk, Jamil Hassan et Abdel Salam Mahmoud qui s’est tenu devant la cour d'assises de Paris du 21 au 24 mai 2024 a également utilisé ces photos. Tenu in absentia, il a abouti à leur condamnation à la perpétuité.

## Critique
Assad nie les conclusions du rapport César. Le régime syrien évoque les liens avec des parties qui lui sont hostiles, remet en cause le nombre de victimes parmi les clichés pouvant montrer des « terroristes internationaux combattant le gouvernement syrien » ou des « membres de l'armée syrienne ou des civils massacrés par eux en raison de leur soutien au régime syrien. Un représentant de Bachar el-Assad a nié que les images aient même été prises à l'intérieur du pays. Bellingcat a pourtant géolocalisé une de ces photographies. Le groupe pro-Assad Syria Solidarity Movement, a prétendu que les rapports faits par de nombreux journalistes sur les conditions dans les prisons d'Assad étaient biaisés ou faux.  